# Plan de numérotation au Bhoutan
Le plan de numérotation téléphonique bhoutanais est l'ensemble des principes et conventions qui déterminent les numéros de téléphone au Bhoutan, réglementé par le Ministère bhoutanais de l'information et des télécommunications.
Le format type des numéros de téléphone au Bhoutan est : +975 xy ...... (pour les mobiles) et +975 x ...... (pour les lignes fixes).

## Lignes fixes
Numéros nationaux significatifs (NNS) : sept chiffres.
Format de l'indicatif régional : un chiffre.
Format du numéro d'abonné : six chiffres.
Format : +975 x ......
Liste des indicatifs régionaux  :
2 - Thimphu, Simtokha, Dechencholing, Taba, Kharsadrapchu, Basochu, Wangdue, Punakha, Lingshi DAMA, Gasa ;
3 - Trongsa, Jakar, Chumey, Zhemgang DAMA, Zhemgang, Tingtibi ;
4 - Trashigang, Kanglung, Lhuntse, Tangmachu, Rangjung, Wamrong, Khaling, Mongar, Sakteng DAMA, Gelpoyshing, Trashi Yangtse, Tsenkharla ;
5 - Phuntsholing, Pasakha, Gedu, Tala, Padechu, Sinchekha, Lhamoi Zingkha, Samtse, Gomtu, Chargary, Sibsoo ;
6 - Gelephu, Suray, Lodrai, Sarpang, Tsirang, Damphu DAMA, Dagana, Dagapela, Drujegang, Panbang DAMA ;
7 - Jongkhar, Deothang, Nganglam, Bangtar DAMA, Daifam DAMA, Nganglam DAMA, Gatshel, Gatshel DAMA ;
8 - Paro, Drukgyel Dzong, Shaba, Ha, Damthang, Chapcha, Wangkha, Tsimasham.

## Opérateurs mobiles
Numéros de mobile : NNS à huit chiffres.
Code opérateur mobile : deux chiffres.
Numéro d'abonné : six chiffres.
Format : +975 xy ......

### Codes opérateurs mobiles
17 - B-Mobile
16 - B-Mobile
77 - TashiCell
02 - Fixline

## Numéros spéciaux
110 - Pompiers
112 - Services médicaux d'urgence
113 - Police
1600 - Bhoutan Telecom